# نبرد آتو
نبرد آتّو (انگلیسی: Battle of Attu) که در ۱۱ تا ۳۰ مه ۱۹۴۳ اتفاق افتاد، نبردی بود که بین نیروهای ایالات متحده آمریکا به کمک پشتیبانی شناسایی و پشتیبانی بمب افکن‌های جنگنده کانادایی و امپراتوری ژاپن در جزیره جزیره آتو در ساحل قلمروی آلاسکا به عنوان بخشی از کمپین نبرد جزایر آلیوتی در طول جبهه آمریکا (۱۹۳۹–۱۹۴۵) و جنگ اقیانوس آرام انجام شد. برخلاف آب و هوای گرمسیری در اقیانوس آرام، آتّو تنها نبردی در خشکی است که در آن نیروهای ژاپنی و آمریکایی در شرایط برفی جنگیدند.
نبرد بیش از دو هفته هنگامی پایان یافت که اکثر مدافعان ژاپنی در نبرد مبارزه تن به تن پس از یک بانزای ناموفق در بین نیروهای آمریکایی، کشته شدند.

## نبرد

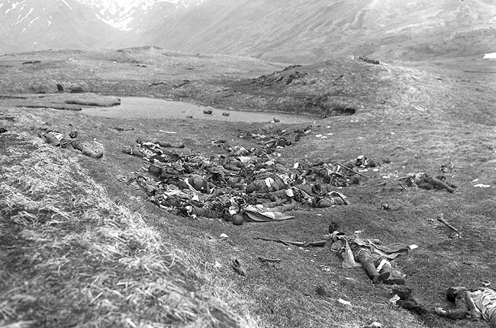
پرسنل نظامی کشته شدهٔ ژاپنی پس از آخرین حمله بانزای علیه نیروهای آمریکایی در ۲۹ مه ۱۹۴۳ در جریان نبرد آتو در جزیره آتو.

در طی جنگ جهانی دوم تنها یک نبرد در خاک ایالات متحده آمریکا رخ داد، نبرد آتتو در جزیره آتو که در قلمرو ایالت آلاسکا است. در جریان جنگ جهانی دوم تحت تأثیر فرهنگ نظامی‌گری غالب آن زمان ژاپن، باور ارتشیان ژاپن این بود که مرگ در نبرد بهتر از تسلیم شدن است، آن‌ها به این کار «گیوکوسای» (جواهر خرد شده) می‌گفتند. که در معنی یعنی جواهر خرد شده که ریشه در این مثل چینی دارد: «یک مرد واقعی شرمسار از سفال سالم بودن، ترجیح می‌دهد که یک جواهر خرد شده باشد» این روحیه که ریشه در رسم سامورایی‌ها (بوشیدو) برای خودکشی افتخار آمیز دارد، منجر به حملاتی شد که بین آمریکایی‌ها به حمله بانزای شهرت یافت. دلیل این اسم این بود که ژاپنی‌ها پیش از حمله فریاد می‌زدند: «تننو هه‌کا بانزای» که یعنی زنده باد امپراتور. در جریان این نبرد نیز نیروهای ژاپنی در نهایت در حمله‌ای پایانی به همین روش که منجر به یک نبرد خشن تن به تن شد پس از مرگ و میر تعداد بسیاری از ژاپنی‌ها شکست خوردند و آتتو توسط نیروهای آمریکایی بازپس گرفته شد. موقعیت استراتژیک جزایر آتتو و کیسکا از این رو بود که کنترل آن‌ها باعث کنترل خطوط دریایی اقیانوس آرام شمالی می‌شد و ژاپنی‌ها باور داشتند که با کنترل این جزایر از حمله آمریکا از این منطقه جلوگیری خواهند کرد و آمریکایی‌ها نیز نگران بودند که ژاپن با احداث پایگاه هوایی در این جزایر از آن‌ها برای حمله به سواحل غربی آمریکا استفاده کند.